# Inabtanin
Inabtanin (il cui nome deriva dall'arabo e significa "drago dell'uva" o "color uva") è un genere estinto di pterosauro pterodactyloide azhdarcoide vissuto nel Cretaceo superiore (Maastrichtiano), in quella che oggi è la Formazione Muwaqqar in Giordania. Il genere contiene una singola specie, la specie tipo I. alarabia, nota da uno scheletro parziale. Inabtanin rappresenta uno dei taxa di pterosauri più completi conosciuti dalla regione afro-araba.

## Scoperta e denominazione
L'esemplare olotipo di Inabtanin, YUPC -INAB-6-001–010, venne scoperto nelle miniere di fosfato che rappresentano i sedimenti della Formazione Muwaqqar (località 'Inab-6') vicino a Russeifa, Giordania. L'esemplare è costituito da gran parte della parte anteriore della mascella e della mandibola, quattro vertebre cervicali parziali, lo scapolocoracoideo sinistro e l'omero e gran parte dell'arto anteriore destro (comprendente l'omero, il radio, l'ulna, il quarto metacarpo e la prima falange alare. Questo materiale fossile venne segnalato per la prima volta in un abstract durante una conferenza nel 2018 prima della sua descrizione formale.
Nel 2024, Rosenbach et al. descrissero Inabtanin alarabia come un nuovo genere e specie di pterosauro azhdarcoide basati su questi resti fossili. Il nome del genere, Inabtanin, deriva da Tal Inab (che significa "collina dell'uva" in arabo), il nome di una collina notevolmente color uva presso la località tipo, combinato con "tanin", la parola araba per "drago". Il nome fa inoltre uso della parola inglese "tannino", derivata dal francese "tanin", che riguarda la colorazione della collina. Pertanto, il significato previsto del nome è sia "drago dell'uva" che "color uva". Il nome della specie, alarabia, fa riferimento alla Penisola arabica in cui è stato ritrovato l'esemplare fossile.

## Descrizione

Dimensioni di I. alarabia

Sulla base della fusione delle epifisi dell'osso scapolocoracoide e appendicolare, l'olotipo Inabtanin può essere identificato come appartenente ad un individuo adulto. Inabtanin è un grande pterosauro, con un'apertura alare stimata di 5 metri, leggermente più grande dell'olotipo di Quetzalcoatlus lawsoni. In confronto, i fossili ritrovati vicino all'olotipo Inabtanin, e assegnati all'azhdarchide Arambourgiania, appartengono ad animale con un'apertura alare maggiore, di circa 10 metri, più in linea con le dimensioni proposte per Quetzalcoatlus northropi.
Alcune caratteristiche osservate in Inabtanin, tra cui il becco senza denti, le grandi dimensioni corporee, la morfologia dell'omero e la struttura ossea interna delle ali, sono tipicamente presenti nei taxa appartenenti alla famiglia Azhdarchidae. Tuttavia, le vertebre del collo non sono estremamente allungate e non sono presenti forami nutritivi sulle ossa mascellari. Questi tratti sono più simili ai membri non-azhdarchidi degli Azhdarchoidea, suggerendo una posizione più basale per questo genere.

## Paleobiologia
Utilizzando scansioni TC, Rosenbach et al. (2024) sono stati in grado di osservare la struttura interna delle ossa dell'olotipo di Inabtanin conservatisi tridimensionalmente. I loro studi hanno dimostrato che, in contrasto con le creste spiraliformi nell'omero del coevo Arambourgiania, Inabtanin mostra una disposizione di montanti incrociati e densamente compattati. Rosenbach et al. hanno comparato queste strutture con quelle analoghe degli uccelli odierni, rendendo possibile dedurre il modo in cui questi due taxa si muovessero in volo. Avvoltoi e uccelli marini, noti per le loro notevoli capacità di planata, tendono ad avere strutture spiraliformi simili ad Arambourgiania, il che suggerisce che anche quest'ultimo volasse principalmente lasciandosi trasportare dalle correnti battendo raramente le ali. La disposizione e la struttura dei montanti nell'omero di Inabtanin corrispondono a quelle riscontrate nelle ossa delle ali degli uccelli che sbattono regolarmente le ali. La presenza di queste strutture adattive indica che questo individuo abbia sperimentato carichi di flessione associati al volo con battito d'ali, pertanto è probabile che Inabtanin volasse con un battito d'ali convenzionale, sebbene ciò non escluda l'uso occasionale di altri stili di volo.